# Jorge Camacho (Maler)
Jorge R. Camacho Lazo (* 5. Januar 1934 in Havanna; † 30. März 2011 in Paris) war ein kubanischer Maler des Surrealismus.

## Leben und Werk
Ende der 1940er-Jahre begegnete Camacho über seine Freundschaft mit dem Dichter Carlos M. Luis dem Surrealismus. Er befasste sich mit Klee, Miró, Tanguy und de Chirico. 1952 brach er ein Studium ab, um sich ganz der Malerei zu widmen. Einer seiner Förderer in Havanna war René Portocarrero, und besonders beeindruckt wurde er von einer Ausstellung Wifredo Lams im Jahr 1955. 1959 reiste er für ein Jahr nach Mexiko, wo er Rufino Tamayo und Carlos Mérida begegnete und Freundschaft mit dem Maler, Grafiker und Bildhauer José Luis Cuevas schloss. Die beiden Künstler studierten auch intensiv die Kultur der Maya. Noch 1959 begab sich Camacho nach Paris, wo er 1961 André Breton kennenlernte, dessen Kreis er sich anschloss. Außer als Maler und Zeichner betätigte er sich im Pariser Exil auch als Bildhauer, Dichter, Fotograf und Esoteriker. Zu Ausstellungen seiner Werke wurde er unter anderen von Daniel Cordier, Oskar Panizza, Raymond Roussel und Matthias Fels inspiriert.